# Toribio Casanova (distrito)
Toribio Casanova é um distrito do Peru, departamento de Cajamarca, localizada na província de Cutervo.

## Transporte
O distrito de Toribio Casanova não é servido pelo sistema de estradas terrestres do Peru.